# My Heaven Is Your Hell
"My Heaven Is Your Hell" és una cançó de Lordi del 2004.

## Llista de cançons
1. My Heaven Is Your Hell
2. Wake The Snake

## Crèdits
- Mr. Lordi (veu)
- Amen (guitarra elèctrica)
- Kalma (baix)
- Kita (batería)
- Enary (piano)